# Соколов, Дмитрий Александрович
Дми́трий Алекса́ндрович Соколо́в (1861, Санкт-Петербург — 1915, Петроград) — один из первых российских детских врачей — основоположников петербургской педиатрической школы, доктор медицины, основатель и ординарный профессор кафедры детских болезней Санкт-Петербургского Женского медицинского института, почётный лейб-педиатр Двора Его Императорского Величества.
Один из основателей и первый главный врач Городской детской больницы «В память священного коронования Их Императорских Величеств», один из учредителей, а затем член совета Союза борьбы с детской смертностью в России. Входил в число организаторов благотворительной организации для детей и кормящих матерей — «Капля молока», основатель и главный редактор первой версии журнала «Педиатрия». Действительный статский советник.

## Биография
По неподтвержденным сведениям, происходит из духовной семьи. Отец Александр Ефимович Соколов (около 1828 — 8.12.1883, Санкт-Петербург, Митрофаниевское кладбище), служил священником, затем протоиереем в Николо-Богоявленском соборе. Мать Олимпиада Васильевна ур. Недремская (род. 1831 г.) была дочерью диакона того же собора Василия Никитича Недремского (около 1797 — 12.08.1854, Санкт-Петербург, Митрофаниевское кладбище).
В 1880 году с серебряной медалью Д. А. Соколов был выпущен из 5-й Санкт-Петербургской гимназии. В том же году поступил и в 1885 году окончил Императорскую Военно-медицинскую академию, после чего под руководством профессора С. П. Боткина усовершенствовался в Александровской барачной больнице.
В эти годы физиологической лабораторией Александровской больницы руководил будущий академик — И. П. Павлов. Здесь он начинал свои экспериментальные работы, нацеленные на изучение физиологии кровообращения и пищеварения. Под руководством И. П. Павлова, Дмитрий Александрович выполнил несколько работ по изучению особенностей пищеварительного тракта у новорожденных собак. Здесь же Д. А. Соколов подготовил и в 1888 году успешно защитил диссертацию на степень доктора медицины на тему: «К вопросу о происхождении экссудативных плевритов. Экспериментально-клиническое исследование». Известный перкуссионный симптом экссудативного плеврита — дугообразная граница между легочным и тупым звуком, независимо от француза Даумазо (L.Н.С. Damoiseau) был описан Дмитрием Александровичем именно в эти годы. Сегодня симптом известен под названием Линия Соколова-Дамуазо.
В 1889 году Д. А. Соколов занял должность ординатора Елизаветинской детской больницы, руководимой профессором В. Н. Рейтцем, а с 1891 года свою практическую деятельность стал сочетать с преподавательской — сначала в качестве ассистента, а с 1894 года приват-доцента кафедры детских болезней Военно-медицинской академии, руководимой в те годы профессором Н. И. Быстровым. В 1892 году Соколов получил приглашение на должность врача Ларинской петербургской гимназии, с которой сотрудничал много лет. Вначале XX века в этой гимназии учился будущий академик, профессор педиатрии Александр Фёдорович Тур, который десятилетия спустя не раз говорил, что на выбор им своей будущей профессии существенное влияние оказали его детские впечатления о знакомстве с Д. А. Соколовым.
В те же годы, в 1895 и чуть позже — в 1905 гг. Д. А. Соколов выезжал для совершенствования в ведущие клиники Европы. В период организации новых детских клиник это имело для него огромное значение.
Организация кафедры детских болезней Женского медицинского института

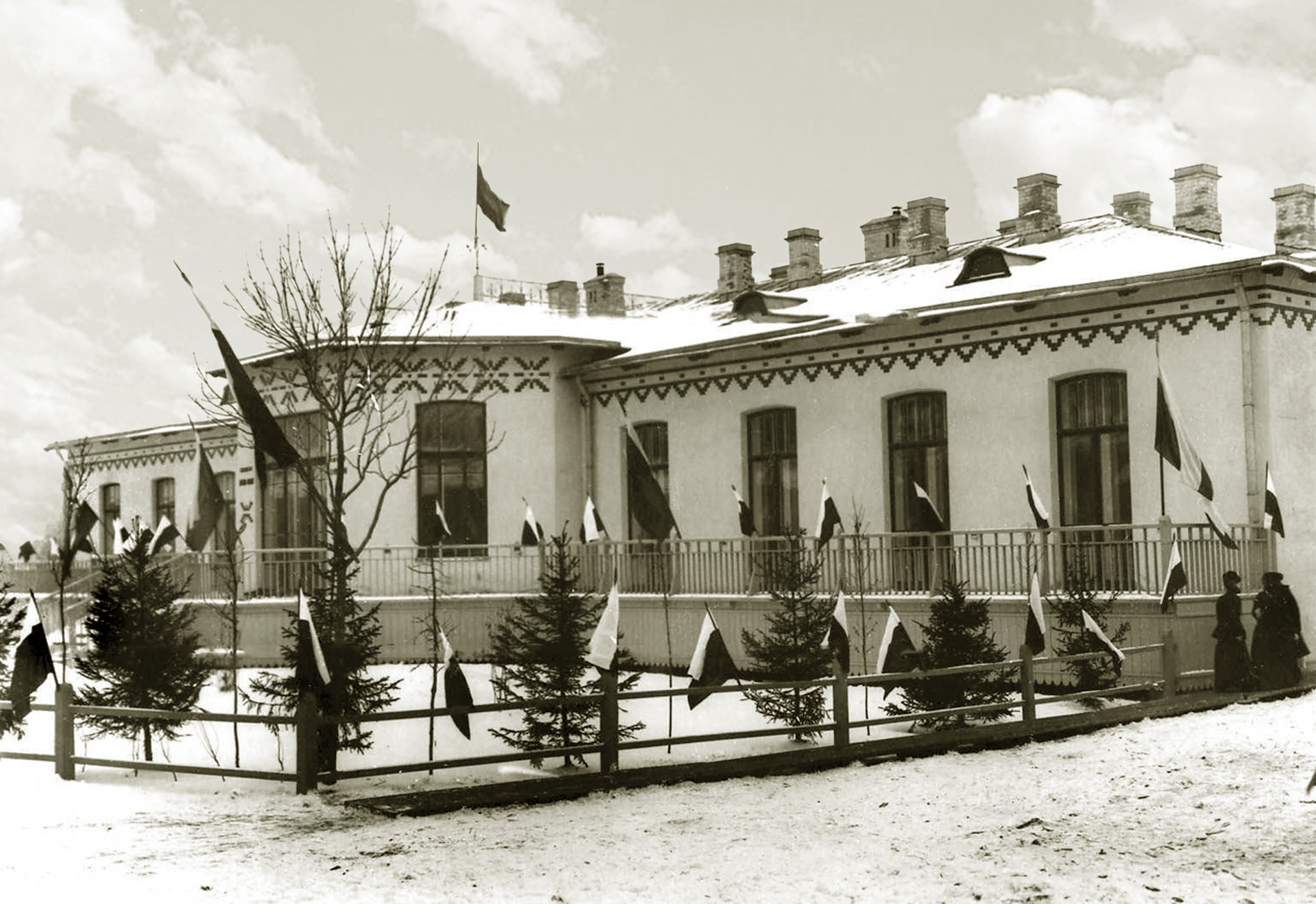
Детская клиника Женского мед. института. Архитектор М. И. Китнер. 1913 г. (здание не сохранилось)

В 1900 году Д. А. Соколов получил предложение организовать и возглавить вторую в Санкт-Петербурге кафедру детских болезней при Женском медицинском институте. Обязанности ординарного профессора и заведующего новой кафедрой потребовали от него решения оставить и Елизаветинскую детскую больницу и кафедру в Военно-медицинской академии и полностью сконцентрироваться на организационной работе. Одновременно на пустом месте предстояло организовать и новую для Женского медицинского института — педиатрическую клинику. Сначала это был 3-й Степановский барак (деревянное здание на 30 коек). Позже при непосредственном участии Д. А. Соколова были спроектированы и построены (1903 и 1909 гг.) два каменных здания. Первое из них по наброскам Д. А. Соколова и на средства дочери директора Департамента полиции тайного советника В. В. Оржевского — Софьи Васильевны спроектировал и построил М. И. Китнер. В 1904 году Соколов писал во Врачебной газете:

Место, занимаемое новым зданием, находится во дворе-саду Петропавловской городской больницы, и здание расположено таким образом, что одна сторона его, исключительно палаты, выходит на юг и обращена к саду больницы, другая же, северная, сторона, где расположены все служебные комнаты, выходит непосредственно на набережную реки Карповки, по другую сторону которой расположен Ботанический сад. Здание всё каменное, на железных балках и только веранда, идущая вдоль всей южной стороны его, деревянная.

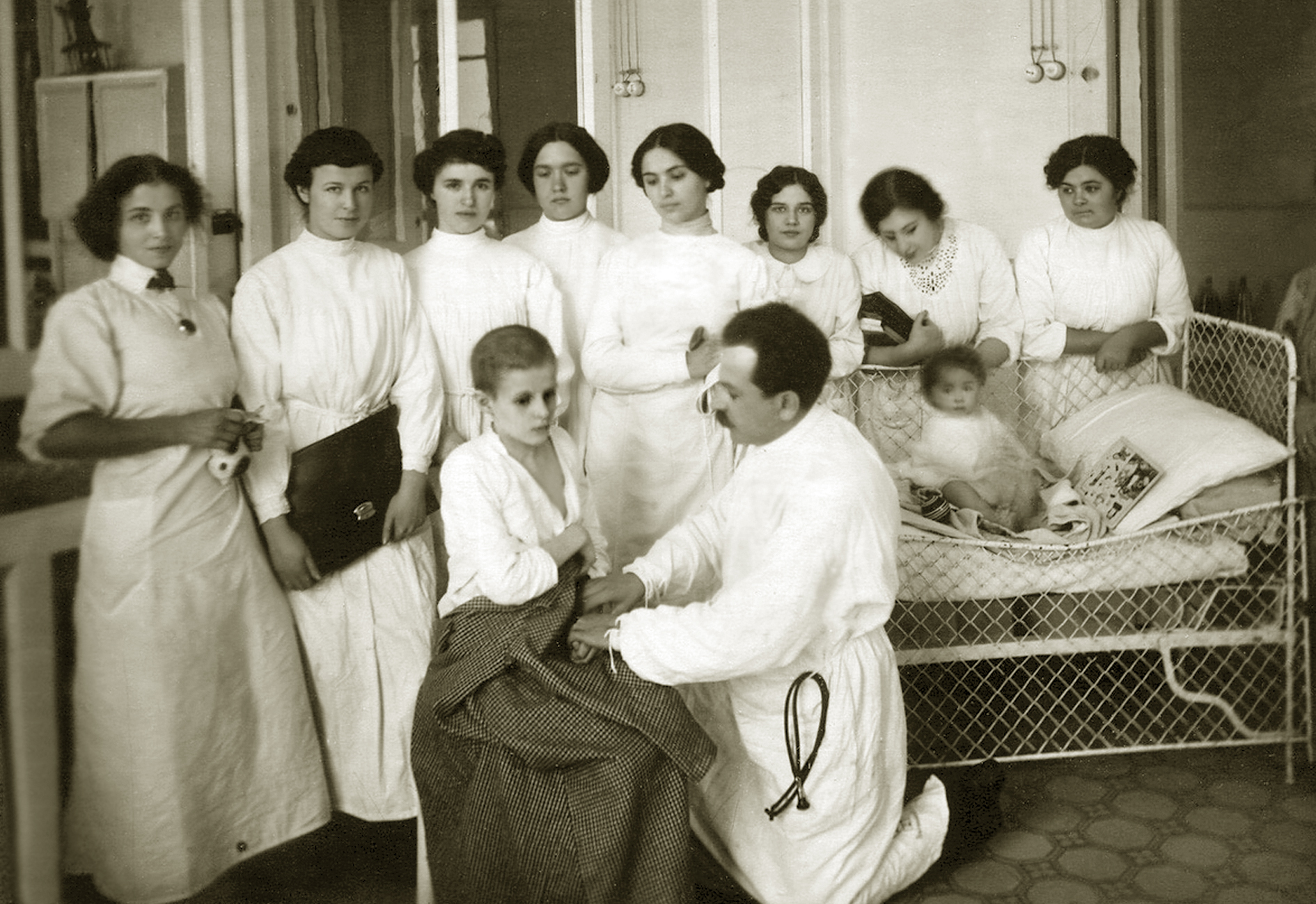
Занятия по детским болезням в Женском медицинском институте проводит приват-доцент И. А. Шабад. 1910 г.

Следующая клиника, построенная по инициативе Д. А. Соколова, названная в память первого начальника кафедры детских болезней ВМА именем профессора Н. И. Быстрова, была построена в 1909 году. Именно в ней, для предотвращения распространения инфекций, вместе с архитектором Э. Ф. Мельцером Дмитрий Александрович Соколов впервые предусмотрел специальные боксы Соколова—Мельцера, получившие впоследствии широкое распространение. В последний год своей деятельности на посту профессора кафедры, и вновь по проекту Э. Ф. Мельцера, Д. А. Соколову удалось построить ещё одно здание на территории института — амбулаторию-изолятор на 18 боксов.

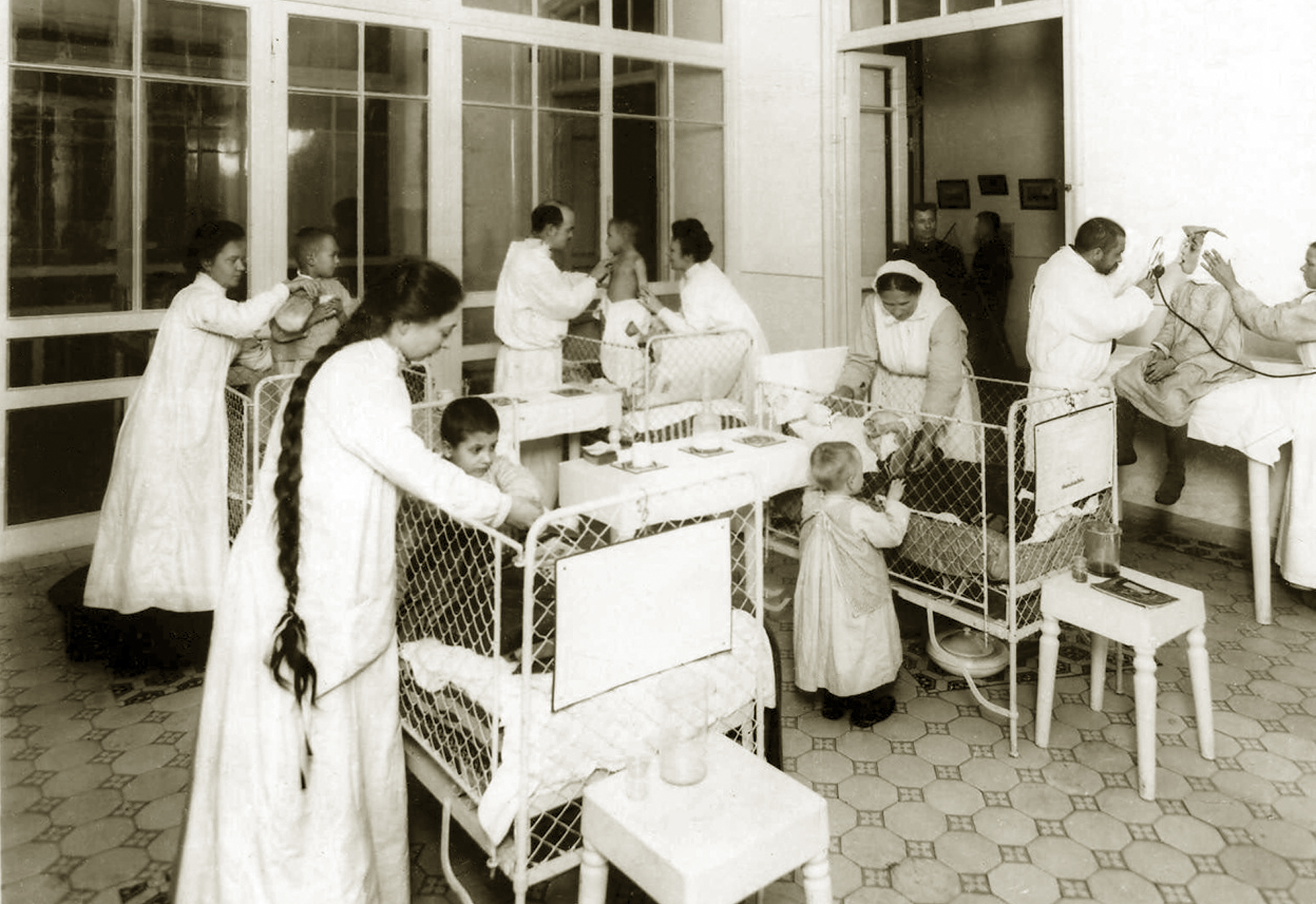
Повседневная работа в клинике. Профессор Д. А. Соколов (справа) проводит ЛОР-обследование ребёнка. 1913 г.

Все усилия Соколова по строительству клиник были направлены на решение двух взаимодополняющих задач: создание максимально удобной и безопасной среды для маленьких пациентов и одновременно — передовой учебной базы для образования будущих врачей. Идея Д. А. Соколова заключалась в том, что выпускникам Женского медицинского института в бо́льшей степени придётся работать с детьми. Впервые, именно в стенах Женского медицинского института, благодаря усилиям Соколова программа преподавания детских болезней была увеличена вдвое и стала рассчитываться на 2 года (4-й и 5-й курсы). По существу, ему принадлежит идея формирования врача-педиатра со студенческой скамьи (первичное педиатрическое образование). Годы спустя эта концепция легла в основу создания первого в мире Педиатрического медицинского института. В соответствии с медицинскими списками, публиковавшимися до 1917 года, подавляющее число женщин-врачей, выпускавшихся из стен Женского медицинского института становились педиатрами.

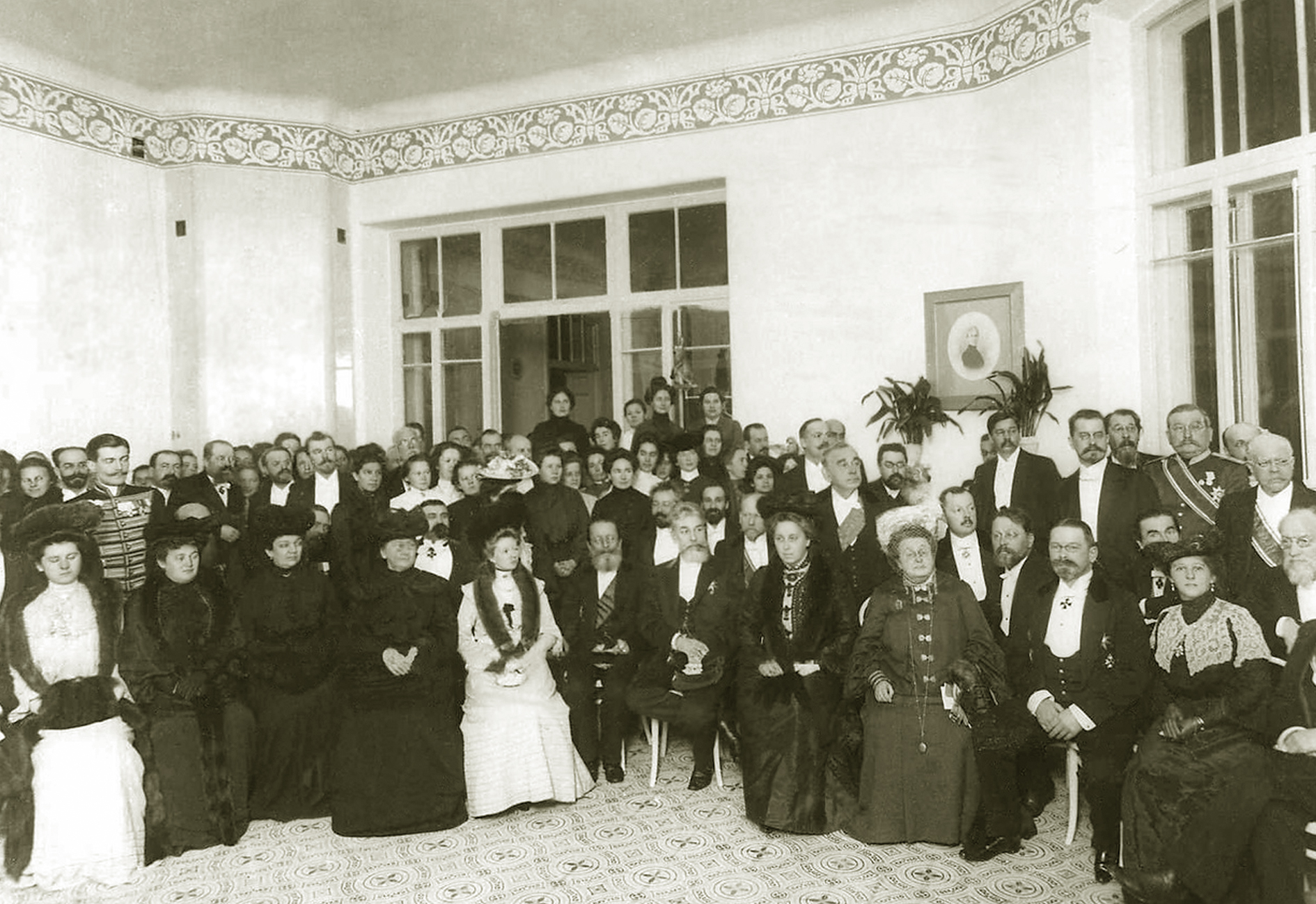
Собрание попечителей детской клиники. Дама в первом ряду под портретом с лицом, прикрытым вуалью — С. В. Оржевская. Во втором ряду, левее за С. В. Оржевской — К. А. Раухфус.

Все эти идеи, помимо организационной и хозяйственной деятельности, требовали от Д. А. Соколова и его немногочисленных сотрудников огромной научно-методической работы. Всё приходилось создавать буквально с нуля. Амбиции Соколова были весьма высоки. Справедливо считая, что его взгляды на организацию клиник и кафедры детских болезней Женского медицинского института наиболее передовые, он считал необходимым их продвигать в других медицинских институтах. Ради этого он дважды баллотировался на должность начальника кафедры детских болезней Военно-медицинской академии. Первый раз это было ещё в 1896 году, после того как его учитель, профессор Н. И. Быстров вышел в отставку. Тогда совет Академии избрал профессором кафедры Н. П. Гундобина. Второй раз всё повторилось уже в 1908 году после смерти самого Н. П. Гундобина. На этот раз Соколову пришлось уступить его ученику — А. Н. Шкарину.
Строительство Городской детской больницы. У истоков первичного педиатрического образования

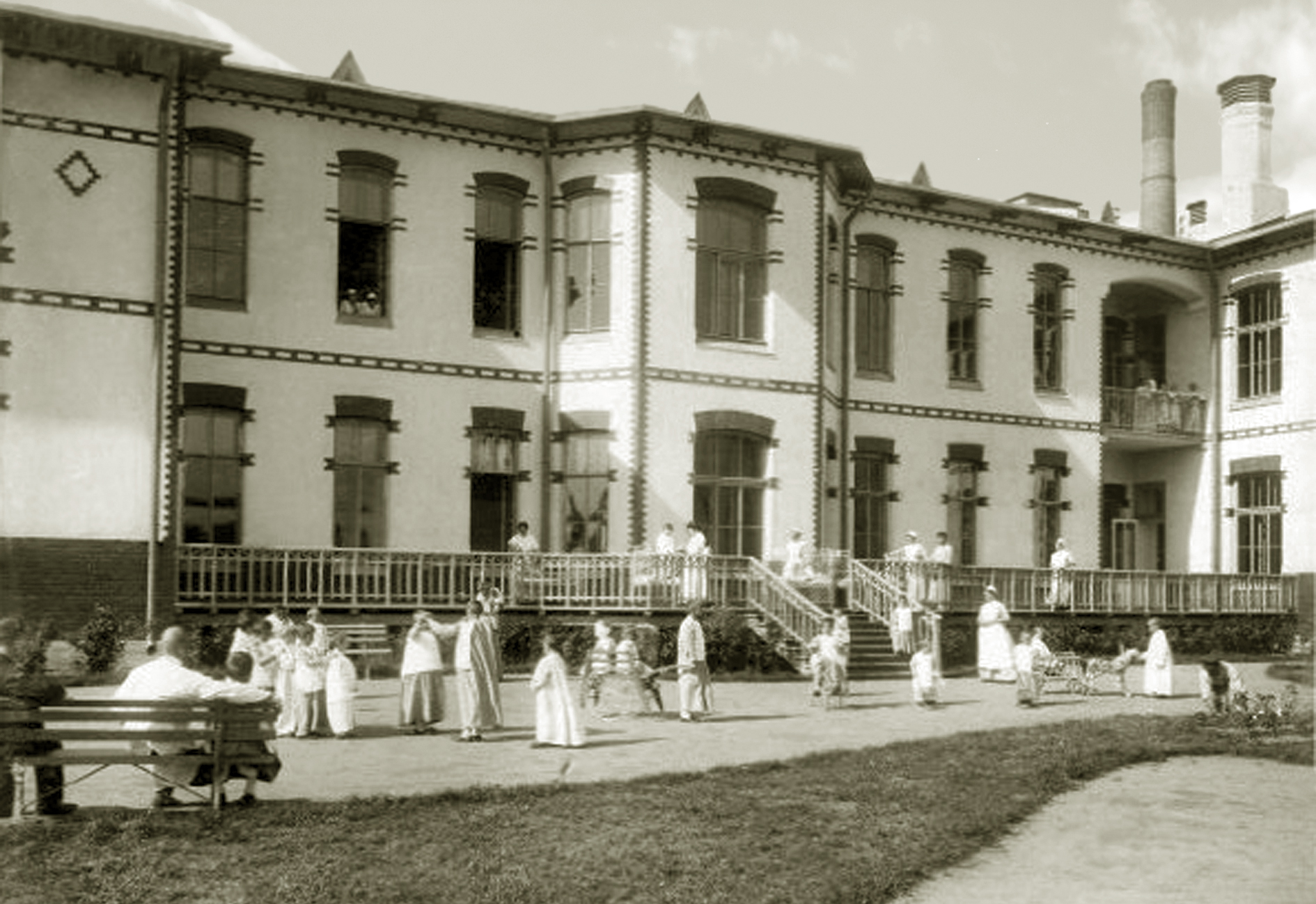
Корпус для «незаразных» больных Городской детской больницы. Архитектор М. И. Китнер. 1905 г.

Работа по обустройству кафедры и клиники в Женском медицинском институте, организация учебного и лечебного процессов оказались для Д. А. Соколова далеко не единственными. В 1902 году он был официально утверждён главным врачом строящейся крупнейшей (сначала на 400, затем на 650 коек) в Петербурге и России Городской детской больницы «В память священного коронования Их Императорских Величеств». На протяжении трёх лет, пока в 1905 году больница не была введена в строй, Соколову приходилось непрерывно контролировать строительство. Архитектором новой детской больницы был Максимилиан Иеронимович Китнер — тот самый, кто в те же годы вместе с Соколовым проектировал и строил здание детской клиники в Женском медицинском институте. По этой причине в основе лечебных корпусов Городской детской больницы и детской клиники Женского института лежали одни и те же принципы, которые существенно отличались от тех, которыми более чем тридцатью годами ранее руководствовался Карл Андреевич Раухфус при строительстве детской больницы принца Петра Ольденбургского. Раухфус и теперь пытался оказать влияние на проектирование новой детской больницы, но победила позиция Соколова—Китнера.
Клиники новой больницы, по мысли авторов располагались в девяти самостоятельных корпусах, находящихся друг от друга на значительном расстоянии. Это позволяло гарантировать недопущения распространения инфекций между ними. Четыре корпуса были одноэтажными. В пяти двухэтажных зданиях было несколько независимых входов, а внутренние перегородки позволяли при необходимости надежно изолировать разные крылья друг от друга. Внутренняя планировка помещений позволяла легко организовать здесь учебный процесс. В самом крупном корпусе была предусмотрена аудитория в форме амфитеатра для чтения лекций. Казалось[кому?], что Соколов заранее предвидел, что клиники больницы в будущем станут учебной базой. Возможно, идеями Д. А. Соколова руководствовался и его ближайший ученик В. О. Мочан, когда в первые годы после революции, в 1925 году оказался у истоков организации здесь сначала Научно-практического института Охраны материнства и младенчества, а с 1935 г. Ленинградского Педиатрического медицинского института.
Открытие больницы, на котором присутствовали лейб-педиатры К. А. Раухфус и И. П. Коровин состоялось в 1905 году. Ещё три года, в самый сложный период становления коллектива Д. А. Соколов продолжал руководить новой больницей. Вероятно, этот процесс протекал настолько сложно, что на каком-то этапе он даже был вынужден вступить в конфликт с Городской думой. В конце концов Соколов был отстранен от должности главного врача больницы. Продолжая руководить своей кафедрой в Женском медицинском институте, он в последние годы жизни вернулся туда, откуда началась его деятельность детского врача — в Елизаветинскую больницу для малолетних детей, где занял пост консультанта.

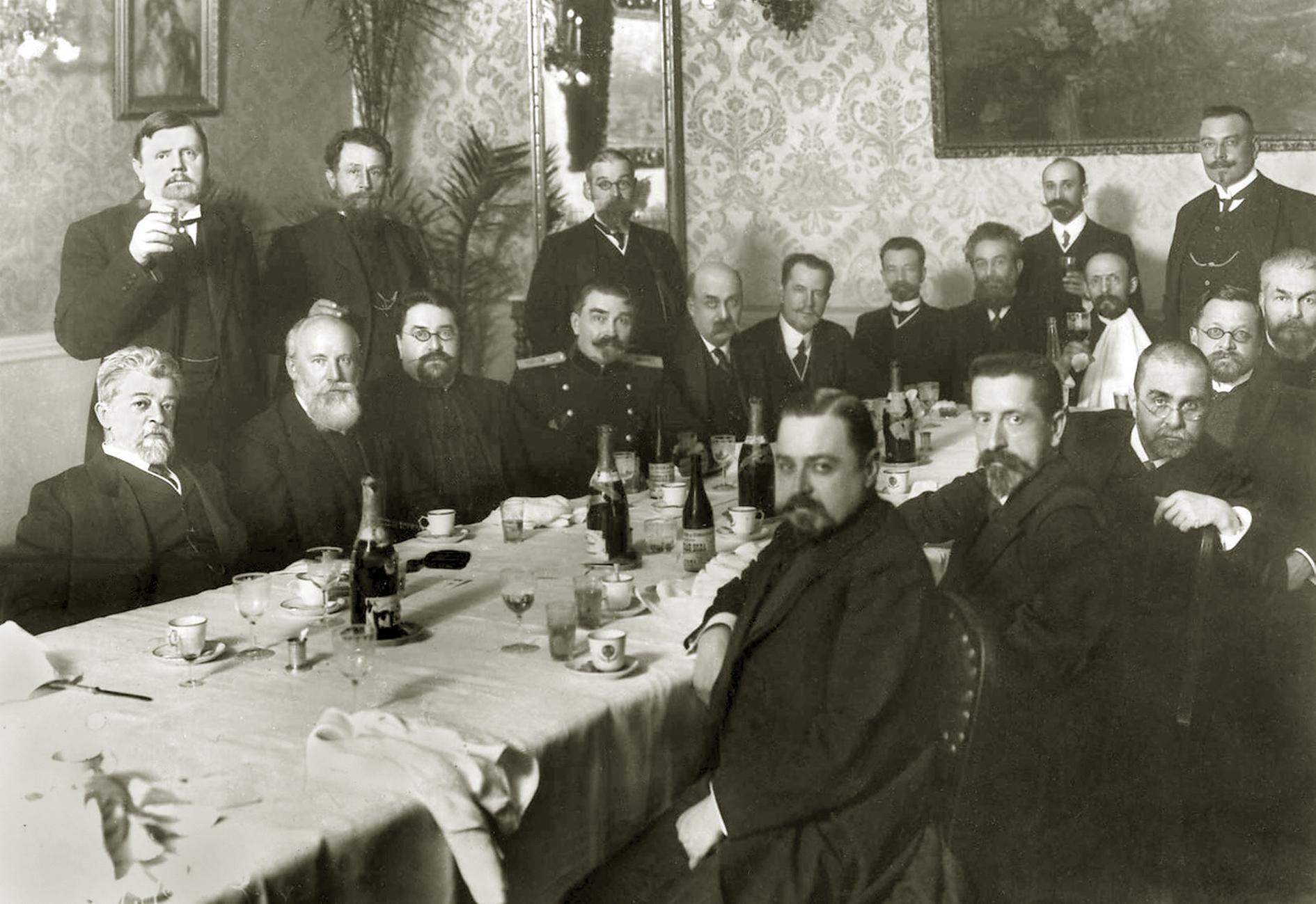
Чествование ректора Женского медицинского института С. С. Салазкина (сидит первым слева). Профессор Д. А. Соколов — от центра, третий справа. 1912 г.

Почти с самого своего открытия Городская детская больница «В память священного коронования Их Императорских Величеств» работала с большим перегрузом. Число больных часто доходило до 840. При этом финансирование осуществлялось с большим дефицитом. Д. А. Соколов обращался во Врачебную комиссию Городской Думы, но всё напрасно. В конце 1907 года он послал копию одного из рапортов в газету «Новое время», которую сопроводил следующими словами:

«…считаю себя вынужденным обратиться к столичному населению, интересам которого я служу как главный врач городской детской больницы, и довести до сведения, что положение вверенного мне учреждения в высшей степени критическое, так как при чрезмерном, более чем вдвое, пагубном для больных, его переполнении, бедные истинные больничные труженики по несколько месяцев не получают вознаграждение, а экстренные нужды больных не могут быть своевременно удовлетворяемы из-за отсутствия по несколько недель авансовых денег в больнице».

Вскоре после этого Врачебная комиссия предложила Д. А. Соколову подать в отставку. Более 10 врачей ушли из больницы в знак протеста против увольнения главного врача. Младший персонал также встал за Д. А. Соколова и пригрозил забастовкой. Дмитрию Александровичу пришлось уговаривать служащих не прекращать работу в больнице.
Но существовал и другой повод для увольнения строптивого главного врача. В 1907 году медицинская общественность Санкт-Петербурга широко отмечала 50-летие врачебной деятельности выдающегося педиатра Карла Андреевича Раухфуса. Общество детских врачей обратилось в Городскую Думу с просьбой изыскать возможность увековечить имя одного из самых знаменитых своих членов. В те годы большинство больниц города, включая Детскую больницу принца Петра Ольденбургского, руководимую самим К. А. Раухфусом, находилось в ведении различных благотворительных организаций. Из числа детских больниц только одна, недавно вступившая в строй Городская детская больница «В память священного коронования Их Императорских Величеств», где главным врачом был Д. А. Соколов имела статус государственной.
В результате Больничная комиссия Городской Думы 18 октября 1907 года на имя Председателя Думы, предоставила следующие соображения о способе увековечивания имени К. А. Раухфуса:

Вследствие постановления Городской Думы от 10 сего октября о предоставлении соображений о способе увековечивания имени К. А. Раухфуса со стороны Городского Общественного Управления больничная комиссия имеет честь сообщить Вашему Сиятельству, что по обсуждении этого вопроса в заседании 16 сего октября больничная комиссия постановила: просить Городскую Думу присвоить одному из дифтерийных бараков городской Детской больницы название «павильона имени К. А. Раухфуса».

На приведенном обращении Больничной комиссии председателем Санитарной комиссии была сделана следующая надпись: «Вполне присоединяюсь к постановлению больничной комиссии, причем, со своей стороны, полагал бы необходимым повесить в этом бараке портрет доктора Раухфуса».
Собрание Городской Думы 26 октября 1907 года единогласно постановило присвоить имя К. А. Раухфуса одному их дифтерийных павильонов Городской детской больницы «В память священного коронования Их Императорских Величеств» и поместить в нем портрет К. А. Раухфуса.
Исполнять решение Думы должен был Д. А. Соколов, однако он отказался это делать. Формально, Дума не отпустила средств на проведение необходимых работ, а бюджет больницы был очень скуден. Возможно, причина была глубже. Оба они — и К. А. Раухфус и Д. А. Соколов были лейб-педиатрами при Дворе Его Императорского Величества, где всегда существовало соперничество. В окружении Императора, Дмитрий Александрович принадлежал «русской партии», а Карл Андреевич — «немецкой». Д. А. Соколов мог искренне не понимать, почему имя коллеги и, отчасти, конкурента должна носить клиника его больницы, а не детища самого Карла Андреевича — Детской больницы принца Петра Ольденбургского, которой тот отдал более 40 лет жизни, и которую всё ещё продолжал возглавлять.
Д. А. Соколов безрезультатно отстаивал свою позицию в Думе и в конце концов проиграл. В 1908 году он был отстранён от должности, и его место занял доктор медицины Александр Дмитриевич Зотов. Но и тот не спешил выполнять решение Думы. Кульминации конфликт достиг 29 февраля 1909 года, когда на имя попечителя Городской детской больницы Василия Николаевича Крестина пришло следующее письмо, подписанное председателем Больничной комиссии Городской Думы:

По полученным мною сведениям оказалось, что по настоящее время почему-то не было приведено в исполнение постановление Городской Думы от 26 октября 1907 г. о присвоении одному из дифтерийных бараков Детской больницы имени К. А. Раухфуса и о помещении в этом бараке его же портрета. Сообщая об этом и предоставляя при сём копию постановления Городской Думы от 26 октября 1907 г. имею честь просить Вас, милостивый государь, немедленно сделать надлежащее, в чем следует распоряжение по приведению в исполнение этого постановления.

.
На этот раз результат последовал почти немедленно. Уже 15 апреля 1909 года в Думу ушло следующее сообщение:

В исполнение к отношению от 18 марта с/г. за № 2514 имею честь препроводить при сем счет Александрова на рубл. 31 и 68 к. за доску мраморную, укрепленную на 1 дифтерийном павильоне вверенной моему попечительству Детской больницы, во исполнение предложения Больничной Комиссии от 26 февраля с/г за № 814. Оплата по сему счету произведена из средств больницы, хотя на сей предмет и не имеется особого ассигнования, ввиду чего имею честь просить Больничную Комиссию в возврате уплаченной суммы в рубл. 31 и 68 коп. Выписать ассигновку на имя Смотрителя больницы А. Н. Кушинникова.

Счет от Н. Д. Александрова: 1 доска белого мрамора 1 сорта ½ на 20 на 16 верш. 88 букв, вырублено и вызолочено, 4 розетки золочения со штифтами. Итого: 31 р.68 к. Доска укреплена на 1 павильоне.
— Главный врач Зотов
Сведений о том, вернула ли Дума деньги или нет — не сохранилось. В годы революции, возможно, даже при А. Д. Зотове исчезла и сама памятная доска. После этого инцидента ещё достаточно молодой Д. А. Соколов продолжал возглавлять свою кафедру в Женском медицинском институте, но много болел и скончался менее чем через месяц после смерти К. А. Раухфуса.
На протяжении многих лет, независимо от всех сложностей и перипетий, самую активную работу Д. А. Соколов проводил в Санкт-Петербургском Обществе детских врачей. В 1912 году члены общества избрали его своим представителем на Первый Всероссийский съезд педиатров. В 1911 году он основал первый в России научный журнал для детских врачей «Педиатрия» и издавал его до 1914 года. Следующий раз журнал с этим названием был учрежден в Москве только в 1922 году. Многие годы Соколов занимался частной практикой, а также исполнял обязанности лейб-педиатра по отношению к детям великого князя Константина Константиновича, которых у него было 9 человек. В 1905 году новорожденную дочь великого князя Наталию ему так и не удалось спасти. Возможно, больше чем дети, доставлял проблемы сам Константин Константинович, который был весьма слаб здоровьем и страдал от частых приступов мочекаменной болезни. Пользовал великого князя лейб-педиатр Д. А. Соколов, который при Дворе именовался не иначе, как «Букса».
Всю свою трудовую жизнь Дмитрий Александрович рассматривал как непрерывную борьбу. Он сам об этом писал в мемуарах, которые так и озаглавленных: «25 лет борьбы: Воспоминания врача». Груз, десятилетиями лежавший на плечах ещё достаточно молодого Д. А. Соколова, подорвал его здоровье. Из-за прогрессирующей болезни в 1914 году он вынужден бы передать чтение лекций приват-доценту И. А. Шабаду. Скончался профессор Д. А. Соколов в 1915 году в возрасте 54-х лет.
Существуют документальные основания считать, что Дмитрий Александрович Соколов был погребен 16.12.1915 года на Митрофаниевском кладбище, недалеко от отца. В годы Советской власти это кладбище было практически полностью уничтожено.

## Семья
Жена: Любовь Карловна Соколова

## Адреса в Петербурге
Долгое время Д. А. Соколов проживал по адресу: Екатерининский канал, д. 107; Несколько лет он снимал квартиру в доме № 6 на Театральной площади; С вводом в строй больницы «В память священного коронования Их Императорских Величеств» Дмитрий Александрович поселился в служебной квартире по адресу Большой Сампсониевский пр., д 69; Последние годы он жил на Васильевском острове в доме № 32 по 1-й Линии.

## Вклад в отечественную педиатрию
- Разработал проект индивидуального изолятора (бокс Соколова — Мельцера)[18].
- Один из родоначальников детской пульмонологии.
- Описал дугообразную линию верхней границы укорочения перкуторного тона при экссудативных плевритах (линия Соколова — Дамуазо).
- Автор одной из первых классификаций пневмоний у детей.
- Впервые в мире, совместно с Н. П. Гундобиным разработал проект отделения (приюта) для выхаживания недоношенных детей.
- Наряду с Н. П. Гундобиным Д. А. Соколов участвовал в разработке программы по снижению детской смертности в России.
- Основоположник второй в Санкт-Петербурге (3-й в России) кафедры детских болезней при Женском медицинском институте.
- Один из разработчиков методологии преподавания педиатрии в высшей школе. Оказался предтечей первичного педиатрического образования в России.
- Первый главный врач Городской детской больницы «В память священного коронования Их Императорских Величеств»[2] — будущего Ленинградского Педиатрического медицинского института.
- Основатель и редактор первого в России научного журнала в области детских болезней «Педиатрия»
- В Обществе детских врачей Д. А. Соколов оказался инициатором нескольких научных дискуссий, которые буквально всколыхнули медицинскую общественность, причём не только Петербурга. Запомнились такие из них, как дискуссия об организации ухода за больными детьми в стационарах, дискуссия о правомерности оказания медицинской помощи детям по жизненным показаниям без согласия родителей, дискуссия о путях снижения детской смертности в России. Некоторые из этих тем не потеряли своей актуальности по сей день.

## Избранные труды
- Соколов Д. А. К вопросу о происхождении экссудативных плевритов : Эксперим.-клинич. исследование : Дис. ... д-ра мед.. — СПб.: тип. М. М. Стасюлевича, 1888. — 56 с. — (Сер. дисс., защищавшихся в Воен.-мед. акад. в 1887-1888 учеб. году № 20).
- Соколов Д. А. Водяной рак (noma) у ребёнка, излеченный при применении красной электрической лампы : Доложено в Общ. детск. врачей в СПб. 19 марта 1900 г. с демонстрацией ребёнка. — СПб.: тип. Стасюлевича, 1900. — (Отд. отт. тз «Больничной газ. Боткина» за 1900 г.).
- Соколов Д. А. 25 лет борьбы : Воспоминания врача, 1885—1910 г.. — СПб.: тип. А. В. Орлова, 1910. — 207 с.[17]
- Соколов Д. А. Дифтерит и скарлатина в С.-Петербурге : Доклад в экстренном заседании О-ва детск. врачей 29 октября 1897 г. — СПб.: тип. М. М. Стасюлевича, 1897. — 20 с. — (Отд. отт. из «Больничной газ. Боткина» за 1897 г.).
- Соколов Д. А. Thymus у человека. — СПб.: журн. «Практич. медицина» (В. С. Эттингер), № 6, 1910. — 178 с.
- Соколов Д. А. Откуда идет зараза? : Доложено в О-ве дет. врачей в Спб. 25 сент. 1896 г. / [Соч.] Прив.-доц. Дм.А. Соколова. — СПб.: тип. М.М. Стасюлевича, 1896. — 15 с.
- Соколов Д. А. Детская медицина.. — СПб., 1898.
- Соколов Д. А. Значение индивидуальной изоляции в борьбе с внутрибольничными инфекциями : Доклад на Первом Всерос. съезде детск. врачей в СПб. 27/XII 12. — СПб.: типо-лит. «Двигатель», 1913. — 33 с. — (Отт. из. журн. «Педиатрия». — 1913. — № 9).[14]
- Соколов Д. А. К вопросу о применении высоких клизм у детей : Из Елисаветинск. клинич. больницы для малолетних детей в С.-Петербурге : Доложено в собрании врачей больницы 7 апр. 1893 г. — СПб.: тип. М. М. Стасюлевича, 1893. — 52 с. — (Отд. отт. тз «Больничной газ. Боткина»).
- Соколов Д. А. К вопросу об особенностях нервной системы новорождённых. — СПб.: тип. М. М. Стасюлевича, 1888. — 13 с. — (Отд. отт. из «Еженед. клинич. газ.» — 1888. — № 27-28).
- Соколов Д. А. К клинике выпотных плевритов у детей. — СПб.: журн. «Практич. медицина» (В. С. Эттингер), 1906. — 43 с. — (Беспл. прилож. к «Врач. газ.». — № 17).
- Соколов Д. А. К учению о развитии задерживающей нервной системы у новорождённых (Сосудистая система). — СПб.: тип. Я. Трей, 1889. — 12 с. — (Из «Врача». - № 11).
- Соколов Д. А. О влиянии различных агентов на температуру тела новорожденных : Эксперим. исслед. д-ра Дмитрия Соколова. — СПб.: тип. М. М. Стасюлевича, 1888. — 13 с.
- Соколов Д. А. Классификация острый пневмоний у детей : С 13 рентгеновскими снимками. — СПб.: тип. «Двигатель», 1913. — 65 с. — (Отт. из журн. «Педиатрия». - 1913. - № 2, 3).
- Соколов Д. А. О лечении herpes tonsurans и favus у детей X-лучами : Доклад в О-ве детск. врачей в С.-Петербурге с демонстрацией двух больных, 2 мая 1901 г. — СПб.: тип. Стасюлевича, 1902. — 9 с. — (Отд. отт. тз «Больничной газ. Боткина". — 1902).
- Соколов Д. А. О течении брюшного тифа у детей : Из Елисаветинск. клинич. больницы для малолетних детей. — СПб.: тип. М. М. Стасюлевича, 1894. — 78 с. — (Отд. отт. из «Больничной газ. Боткина». — 1894. — № 39-40).
- Соколов Д. А. Памяти Дженнера : (К празднованию столетия вакцинации). — СПб.: тип. М. М. Стасюлевича, 1897. — 15 с. — (Отд. отт. из «Больничной газ. Боткина». — 1896. — № 51).
- Соколов Д. А. Попытки хирургии в лечении туберкулёзного менингита у детей : (Сообщ. в Общ. рус. врачей 23 янв. 1897 г.). — СПб.: тип. М. М. Стасюлевича, 1897. — 83 с. — (Отд. отт. из «Больничной газ. Боткина»).
- Соколов Д. А., Гребенщиков В. И. Смертность в России и борьба с ней : Доклад в соединённом собрании О-ва рус. врачей, О-ва детск. врачей в С.-Петербурге и Стат. отд-ния Рус. о-ва охранения нар. здравия, 22 марта 1901 г. в зале Музея Н. И. Пирогова. — СПб.: тип. М. М. Стасюлевича, 1901. — 81 с.

#### Доклады на заседаниях Общества детских врачей
| О разлитии периферических нервов                                | 1890 | Два случая порока сердца                                        | 1891 |
| Прободение желудка и диафрагмы                                  | 1891 | Кожные испарения у детей                                        | 1892 |
| Гладко-мышечная опухоль легкого (дем.)                          | 1892 | О влиянии жаропонижающих на кожное испарение                    | 1892 |
| Случай эхинококка печени                                        | 1894 | Имеет ли право врач оперировать ребенка без согласия родителей? | 1894 |
| Случай appendititis perforantis (дем.)                          | 1895 | Порок сердца (дем.)                                             | 1896 |
| Доклад комиссии о праве делать, операцию без согласия родителей | 1896 | Откуда идет зараза?                                             | 1896 |
| Отчет о VI Съезде русских врачей                                | 1896 | Случай diabetes insipidus (дем.)                                | 1897 |
| Дифтерия и скарлатина в Петербурге                              | 1897 | Ход эпидемии в столице                                          | 1898 |
| Об устройстве всероссийских съездов по борьбе с инфекциями      | 1898 | Благополучен ли Петербург в отношении эпидемии?                 | 1900 |
| Детская смертность и борьба с ней (совместно с Гребенщиковым)   | 1901 | Лечение парши и стригущего лишая х-лучами                       | 1901 |
| Случай врожденного порока (дем.)                                | 1901 | Об уходе за детьми в больницах                                  | 1903 |
| Новый тип приемного покоя (совместно с Мельцером)               | 1905 | Об искусственном дыхании у детей                                | 1908 |
| Зобное удушье и смерть                                          | 1909 | Дифференциальный пневмограф и его применение                    | 1909 |
| Классификация острых пневмоний                                  | 1912 |                                                                 |      |